# 大野功統
大野功統（日语：／ Ōno Yoshinori，1935年10月16日—2023年7月16日）是一位日本政治人物，曾任眾議院議員。出生於臺灣，東京大學法學部學士。小泉纯一郎在位时期曾任日本防卫厅长官。

## 荣誉
- 旭日大绶章（2013年）
- 从三位（2023年8月追授）

### 外国勋章奖章
- 荣誉军团騎士勋章（法国，2011年6月9日于东京颁发[2]）

## 外部連結
维基共享资源上的相關多媒體資源：大野功統
| 前任： 石破茂 | 防衛廳長官 2004年9月-2005年10月 | 繼任： 額賀福志郎 |